# أسطول غواصات يو السابع والعشرون
أسطول غواصات يو 27 ("27. "كان) اسطول تدريب (" Unterseebootsflottille Ausbildungsflottille ") في بحرة ألمانيا النازية كريغسمرينه خلال الحرب العالمية الثانية. 
تأسس الأسطول في غدينيا في يناير 1940 تحت قيادة كورفيتنكابيتان إرنست سوب كما Taktische Unterseebootsausbildungsflottille، وأعيدت تسميته إلى أسطول الغواصات 27. Unterseebootsflottille في يونيو 1940. 
كان هذا هو المكان الذي تلقت فيه أطقم الغواصات الجديدة تدريباتها التكتيكية ( Taktische Ausbildung Unterseeboote ) ، التي شاركت أيضًا في مناورة تكتيكية استمرت من ثمانية إلى خمسة عشر يومًا ( Taktische Übung )، وهي معركة قافلة محاكاة في بحر البلطيق. قد تظر غواصة يو- للمشاركة في أكثر من تمرين واحد، على سبيل المثال احتاجت الغواصة يو-109 إلى محاولتين في ربيع عام 1941، قبل إعلان استعدادها للقتال. كان الأسطول محطة التدريب الأخيرة للغواصات الجديدة. تم حله في مارس 1945. 

## قادة الأسطول
- كورفيتنكابيتان إرنست سوب (يناير 1940 – ديسمبر 1941)
- فريجاتن كابيتان فيرنر هارتمان (ديسمبر 1941 – أكتوبر 1942)
- Korvettenkapitän Erich Topp (أكتوبر 1942 – أغسطس 1944)
- كابيتينلويتننت إرنست باور (أكتوبر 1944 – مارس 1945)

## غواصات الأسطول
تم تعيين غواصة يو واحد لهذه الأسطول أثناء خدمته. 
- يو دي-4